# Cattedrale dell'Immacolata Concezione (Syracuse)
La cattedrale dell'Immacolata Concezione di Syracuse è la chiesa madre della diocesi di Syracuse negli Stati Uniti d'America.

## Storia
La chiesa venne eretta nel 1874 secondo il progetto dell'architetto Lawrence J. O'Connor e inizialmente dedicata a Santa Maria. Successivamente allo scorporo della diocesi di Syracuse dalla diocesi di Albany, avvenuto nel 1887, la chiesa venne eletta cattedrale dal vescovo Patrick Luddennel 1904.
L'espansione della nuova cattedrale, commissionata all'architetto Archimedes Russell, richiese l'acquisto di alcuni edifici circostanti che vennero demoliti per far spazio a un santuario. Contemporaneamente si costruiva anche un campanile.
Ribattezzata cattedrale dell'Immacolata Concezione, la nuova cattedrale venne infine consacrata nel 1910.

## Descrizione
L'edificio presenta uno stile neogotico.